# هیدن کان
هیدن کان (انگلیسی: Hayden Cann؛ زادهٔ ۱ اکتبر ۲۰۰۳) بازیکن فوتبال است.